# Sankt Johannes kyrka, Habo
Sankt Johannes kyrka är en kyrkobyggnad som tillhör Habo församling i Skara stift. Den ligger i centralorten i Habo kommun.  

## Kyrkobyggnaden
Byggnaden utgör vid sidan av Kalvträsks kyrka en av Sveriges två tolvsidiga centralkyrkor. Även Näshults kyrka i Vetlanda kommun är tolvsidig, men består av ett långhus med tresidiga utbuktningar.
Kyrkan uppfördes efter ritningar av arkitekt Lennart Arfwidsson, Västervik och invigdes 12 september 1993. Anläggningen består av en tolvsidig centralkyrka med intilliggande kyrktorg och församlingslokaler. Byggnaden vilar på en gråmålad betongsockel och har väggar klädda med vitslammat fasadtegel. Kyrkorummet har ett fyrsidigt kor i öster och en tresidig utbyggnad i söder för orgeln. Vid kyrkorummets norra sida finns ett vapenhus.
Sydost om kyrkan finns en klockstapel.

## Inventarier
- Altaret är fristående med en altarprydnad av Eva Spångberg

### Orgel
Orgeln, som står på golvet i kyrkans södra del, har en ljudandefasad och elva stämmor fördelade på två manualer och pedal. Den tillverkades 2007 av Bergenblad & Jonsson Orgelbyggeri.